# 克里沃舍耶夫卡农村居民点
克里沃舍耶夫卡农村居民点（俄语：Кривошеевское сельское поселение）是俄罗斯联邦别尔哥罗德州普洛霍罗夫卡区所属的一个农村居民点。其下辖有8个居民点，行政中心为克里沃舍耶夫卡。据2016年统计，该农村居民点的人口为1361人。